# Sonny Carter
Manley Lanier "Sonny" Carter Jr. (Macon, 15 augustus 1947 – Brunswick, 5 april 1991) was een Amerikaans ruimtevaarder. Carter zijn eerste en enige ruimtevlucht was STS-33 met de spaceshuttle Discovery en begon op 23 november 1989. Deze missie werd uitgevoerd voor het Amerikaanse ministerie van Defensie. Hierdoor is er weinig bekend over de missie.
Carter werd in 1984 geselecteerd door NASA. Hij voltooide zijn training een jaar later. Hij overleed in 1991 tijdens een vliegtuigongeluk als passagier aan boord van Atlantic Southeast Airlines vlucht 2311. Hij zou toen deelnemen aan zijn tweede ruimtevlucht STS-42.
Voor zijn tijd bij NASA was hij testpiloot bij de United States Navy en professioneel voetballer bij de Amerikaanse club de Atlanta Chiefs.